# Panglao, Bohol

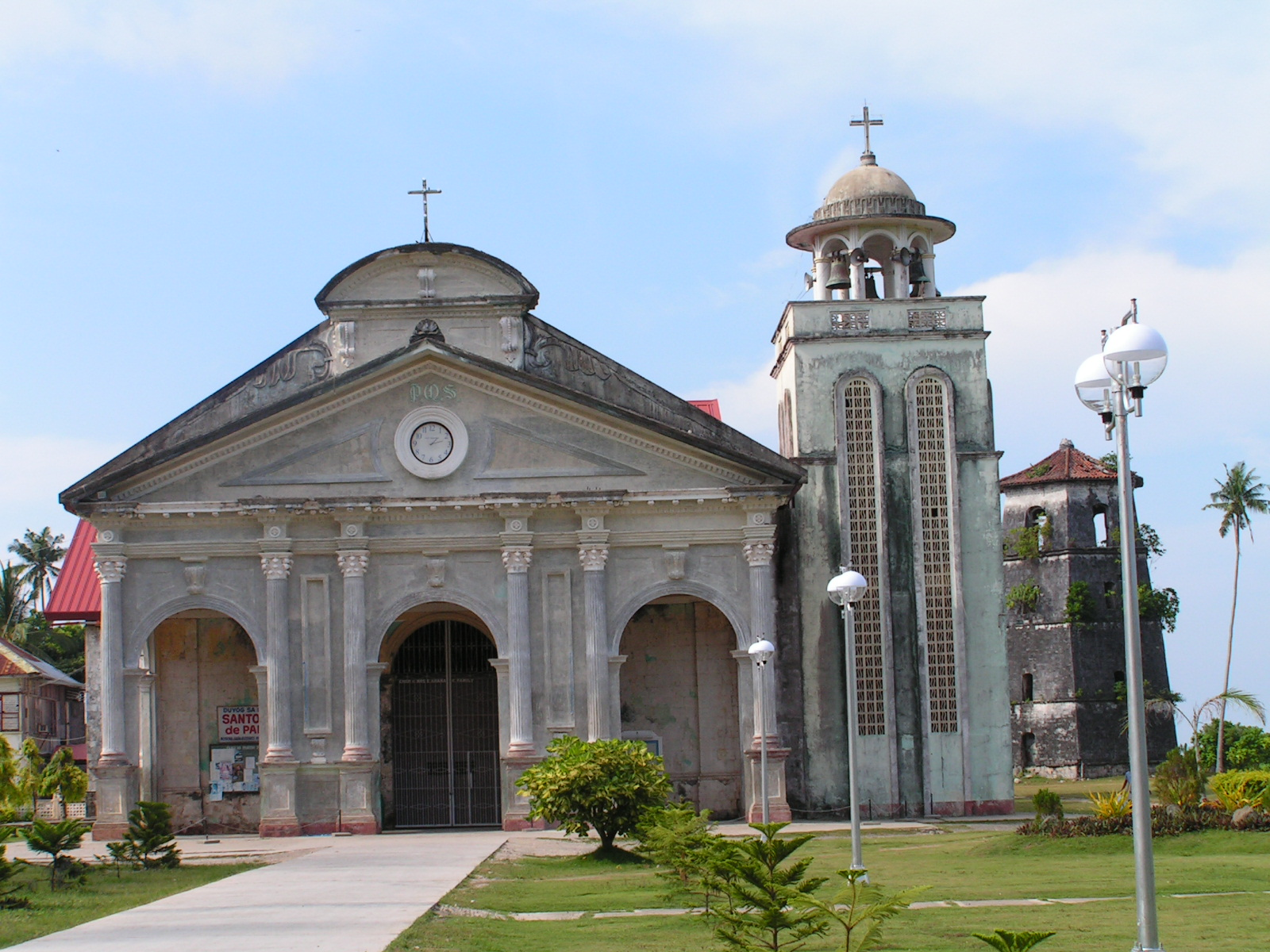
Nhà thờ, Panglao, Bohol

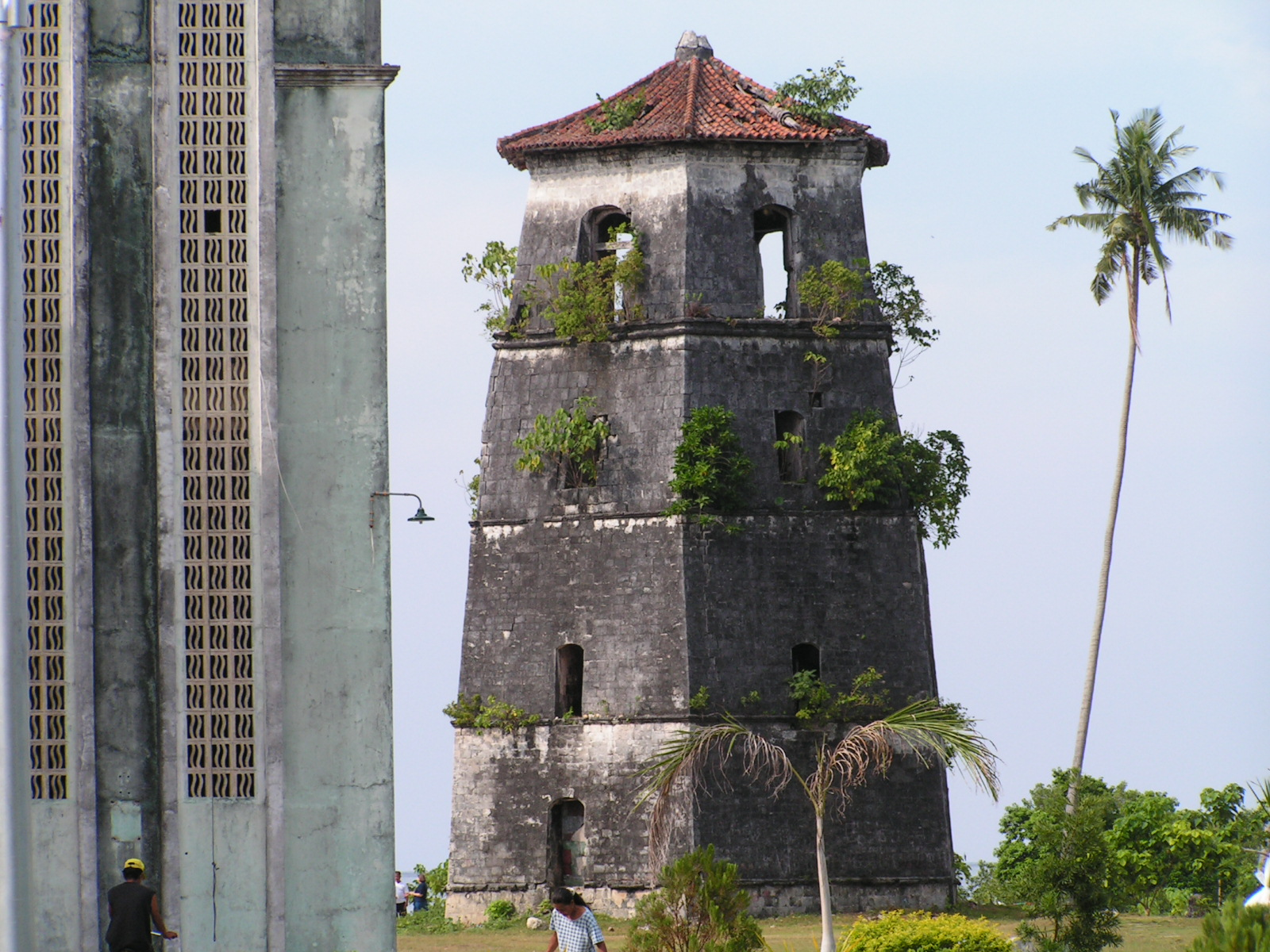
Tháp quan sát tại Nhà thờ Panglao

Panglao là đô thị hạng 4 ở tỉnh Bohol, Philippines. Đây là một trong hai đô thị của đảo Panglao, đô thị kia là Dauis. Theo điều tra dân số năm 2007, đô thị này có dân số 25.558 người.
Panglao nổi tiếng với dịch vụ lặn biển du lịch, các khu nghỉ mát biển.

## Các đơn vị hành chính
Panglao về mặt hành chính được chia thành 10 khu phố (barangay).

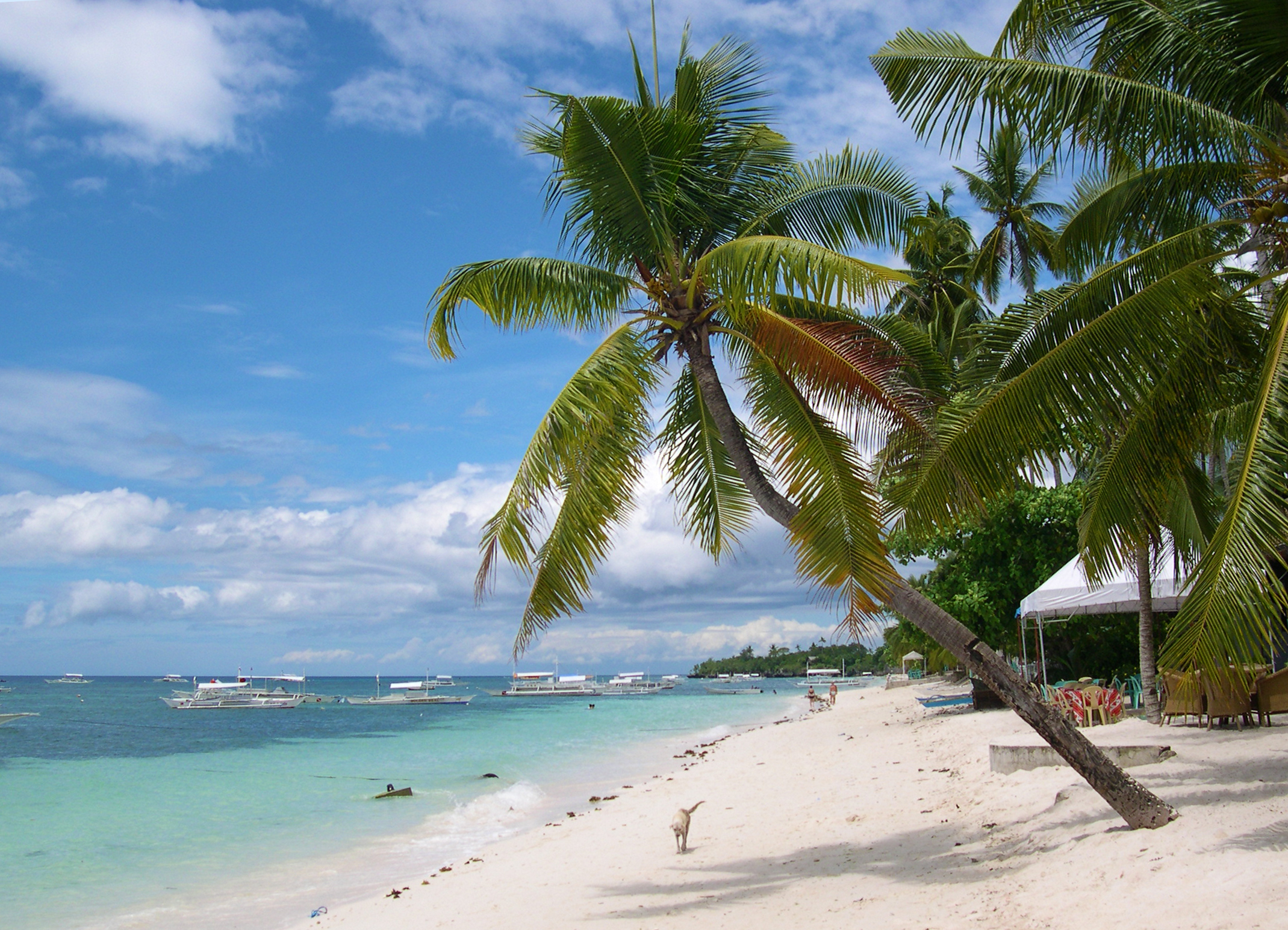
Bãi biển Alona, Panglao, Bohol

- Bil-isan
- Bolod
- Danao
- Doljo
- Libaong
- Looc
- Lourdes
- Poblacion
- Tangnan
- Tawala